# Boana callipleura
Boana callipleura é uma espécie de anuro da família Hylidae encontrada na Bolivia. É achado em regiões de altitudes que variam entre 700 e 2300 metros, tendo como habitats naturais florestas montanas, rios e canais.